# Walter (voornaam)
De jongensvoornaam Walter of Walther is afgeleid van het Oudgermaanse Walten, dat 'besturen, weiden, heersen' betekent, en Heir, dat 'leger, massa' betekent. Dus: "die het leger leidt".

## Bekende naamdragers
- Walter Ayoví
- Walter Baele
- Walter Boeykens
- Walter Capiau
- Walter Castignola
- Walter Centeno
- Walter Crommelin
- Walter De Donder
- Walter Dietrich
- Walter Elias Disney
- Wálter Flores
- Walter Godefroot
- Walter Grootaers
- Wálter López
- Walter Offamilio
- Walter Schachner
- Walter Van Beirendonck
- Walter Van de Velde
- Walter Zinzen